# Tunnel van Hauster
De tunnel van Hauster is een spoortunnel in de gemeente Chaudfontaine. De tunnel heeft een lengte van 231 meter. De dubbelsporige spoorlijn 37 gaat door deze tunnel.